# Viaanse polders en uiterwaarden
Het Viaanse polders en uiterwaarden is een natuurgebied ten zuiden van Vianen. De polders Bolgerijen en Autena vormen het grootste binnendijkse griendcomplex van Nederland. De grienden in het gebied worden afgewisseld met hooilanden, weilanden en populierenbossen.
Een aantal van de grienden wordt door Utrechts Landschap gekapt om de bijzondere flora en fauna te behouden. In holle wilgen leven holenbroeders als de steenuil, terwijl op de knotten onder andere eikvarens en diverse mossoorten groeien. De aanwezige insecten vormen een voedingsbron voor buizerds en torenvalken.
Amerongse Bos
· Amerongse Bovenpolder
· Landgoed Beerschoten
· Beukenburg
· Biltse Duinen
· Birkhoven
· Blauwe Kamer
· Blikkenburg
· Bloeidaal
· Bornia
· Bosch en Duin
· Breeveen
· Broekerbos
· Buitenplaatsen Driebergseweg
· Dartheide
· Elster Buitenwaarden
· Grebbeberg
· Heidestein
· Hoge Ginkel
· Hooge Kampse Plas
· Hoog Moersbergen
· Houdringe
· Juliusput
· Kasteelbos Renswoude
· De Kievit
· Kooilust
· Kozakkenput
· De Krakeling
· Laarsenberg
· De Leyen
· Lockhorsterbos
· Lunenburgerwaard
· Maartensdijkse Bos
· Middelwaard
· Moersbergen
· Niënhof
· Noordhout
· Okkersbos
· Oostbroek
· Over-Holland
· Palmerswaard
· De Paltz
· Panbos
· Plantage Willem III
· Pleinesbos
· De Pol
· Ridderoordse Bos
· Sandenburg
· Sandwijck
· De Schammer
· Stameren
· Landgoed Stoutenburg
· Viaanse Bos
· Viaanse polders en uiterwaarden
· Vikinghof
· Park Vliegbasis Soesterberg
· Vijverbos
· Vijverhof
· Voordorpse polder
· Willem Arntszbos
· Witte Hull
· De Woerd
· Wulperhorst
· Zeisterbos